# Христофор Перун Радзивілл
Христофор  Микола Радзивілл на прізвисько Перун (пол. Krzysztof Mikołaj Radziwiłł «Piorun»; 9 лютого 1547/10 квітня 1548, Вільно — 20 листопада 1603) — державний, військовий і політичний діяч Великого князівства Литовського. Представник біржайсько-дубінківської гілки княжого роду Радзивіллів гербу Труби. Захисник православ'я.
Крайчий литовський (1567—1569), підчаший литовський (1569—1579), польний гетьман литовський (1572—1589), троцький каштелян (1579—1584), підканцлер литовський (1579—1585), воєвода віленський (з 1584), великий гетьман литовський з 1589. Староста кокенгаузький, солецький, жежмарайський, ужендувський, аінський, борисовський, новомисський. Князь (Reichsfürst) Священної Римської імперії.

## Життєпис
Народився 9 лютого 1547/10 квітня 1548 року в м. Вільно. Представник Біржайсько-Дубінківської гілки роду Радзивіллів, син Миколи Радзивілла «Рудого» і Катерини Томіцької. Отримав домашню освіту.

### Військова справа
У 1564 році, будучи 17-річним, разом з батьком брав участь у Лівонській війні, бойове хрещення прийняв у битві при Чашниках. Він показав себе кмітливим молодим воїном і заслужив прізвисько Перун. У 1567 році призначений ротмістром кінної роти. У той же рік почав і громадянську кар'єру, зайнявши посаду крайчого литовського. Через два роки став підчашим.
У 1572 році призначений польним гетьманом литовським, займався обороною південно-східного кордону Великого князівства Литовського.
Під час нового походу Івана Грозного в Лівонію, у 1580 році Радзивілл узяв замок Усвяти, провів успішну битву при Великих Луках і очолив облогу міста.
Брав участь у поході Стефана Баторія на Псков, у 1581 році чотирьохтисячний загін Христофора Радзивілла спільно з двохтисячним загоном Філона Кміти-Чорнобильського здійснив кінний рейд до верхів'їв Волги, щоб росіяни не змогли зібрати сили для зняття облоги Пскова. З 5 серпня по 22 вересня 1579 його війська пройшли 1400 кілометрів через Вітебськ, Ржев, Старицю, в якій зупинявся сам цар Іван IV, Торопець і Стару Русу біля озера Ільмень, неодноразово вступаючи в бій з московськими військами. Облога Пскова і рейд Радзивілла змусили Івана IV підписати перемир'я.
Після смерті батька в 1584 році був призначений на раніше займану батьком посаду воєводи віленського. Будучи одним з найбільш впливових людей у державі, виступав за незалежність Великого князівства Литовського, після смерті С. Баторія був одним з тих, хто підтримував план обрання королем польським і великим князем литовським російського царя Федора Івановича.
У 1589 році був призначений великим гетьманом литовським. У 1594—1596 роках воював із загонами повстанців Наливайка.
1594 року подав позов на тестя — Василя Костянтина Острозького — від імені дружини та свого старшого сина через різні погляди на спадок, який задовольнив земський суд в Слонімі. Перед її розглядом в Коронному трибуналі 24 серпня 1594 уклав з тестем угоду, за якою Радзивілли отримували, зокрема, Глуськ, Тернопіль, права на Копись.
З початку польсько-шведської війни 1600—1611 років командував військами в Лівонії. У 1601 році разом з Яном Ходкевичем відбив наступ шведської армії під Кокенгаузеном, отримавши славетну перемогу, і звільнив фортецю Венден.
Помер після короткої хвороби 20 листопада 1603 року в Лососні коло Слоніма під час відвідин дочки Ельжбети. Був похований 8 квітня 1604 року в кальвінському зборі у Віжунах.

### Цивільне життя
У правління Сигізмунда III Вази перейшов в опозицію, але дбав про збереження нормальних відносин з монархом. Подібно батькові, брату і племіннику, був ревним кальвіністом і прихильником протестантської церкви, відстоював позиції протестантів під час контрреформації. У 1584 році побудував дві євангелічні церкви в Біржах і Радзивіллішках, а в 1595 році — садибу Радзивіллів в Папілісе. Допомагав Біржайській гімназії та школі в Кейданах. При його дворі перебувало безліч видатних мислителів і поетів того часу, таких як Андрій Римша, Гальяш Пельгрімовський, Соломон Рисінський і Андрій Волан. Був «патроном» кальвінського збору Вільнюса.
Володів однією з найбільших латифундій у Великому князівстві Литовському. Основні володіння знаходилися на території сучасної Литви.
До 1575 року були перегороджені річки Апащя і Аглуона і болото карстового походження Шірвенос перетворилося в першу штучну водойму в Литві, площа його становила 400 гектарів. Будівництво бастіонів фортеці італійського типу почалося в 1586 році, а завершилося в 1589 році. Біржайський замок став важливим опорним пунктом Великого князівства Литовського і фамільною резиденцією Радзивіллів. 1 травня 1589 Біржам було надано магдебурзьке право.
У 1600 році Христофор влаштував шлюб свого сина Януша з княжною Софією Олелькович, після смерті якої в 1612 році всі численні володіння Олельковичів перейшли Радзивіллам.
Село Мурафу на межі Подільського та Брацлавського воєводств від нього отримав снятинський староста Миколай Язловецький.

### Сім'я
Був 4 рази одружений. Перша дружина — Катажина Анна з Сулеєва Собківка, дочка варшавського старости Кшиштофа (?—15.1.1578, Біла Підляська), шлюб 21 січня 1571 в замку Сольця, їх дочка Барбара (1573 р. н.) померла незадовго до смерті матері, син Микола прожив з 1575 до 1577.
Друга — княжна Катерина Анна Острозька (1549-3.8.1579), дочка Василя Костянтина. Шлюб 22 липня 1578, Дубне. Син — Януш, мати померла після його народження, була похована як римо-католичка в костелі святого Станіслава (Вільнюс).
Третя — дочка львівського каштеляна Станіслава Ґабріеля Тенчиньського Катажина, шлюб 17 жовтня 1582 року в Турцю. Діти: Кшиштоф Радзивілл (Перун), Гальшка (Ельжбета) — дружина Лева Сапеги. Вона записала йому та їх дітям свої дідичні маєтки по матері (зокрема, Сім'ятичі, Орля). Померла 19 березня 1592 року в Мірі, була похована в костелі святого Станіслава (Вільнюс).
Четверта — вдова Яна Кішки, з яким вони не залишили нащадків, старша сестра другої дружини Єлизавета (?—26.8.1599), дітей не мали. Вона, охрещена за православним обрядом, заповіла поховати себе в костелі святого Станіслава (Вільнюс), чому протидіяли католицькі духівники. Після шлюбу не погодилась переказати право управління маєтками чоловікові, через що в 1596—1597 роках часто конфліктували. Правдоподібно, була похована 1600-го у православній церкві Слуцька.